# True Crime: New York City

True Crime: New York City är ett amerikanskt actionspel som utspelas i en nutida realistisk kopia av New York. Kända platser finns med, till exempel Broadway, Times Square och Central Park.

## Handling
Man spelar Marcus Reed, en före detta brottsling som gått till andra sidan och blivit polis. Du försöker att hitta de som mördade din mentor Terry vid en husrannsakan.
Man gör bland annat uppdrag som handlar om Drogkarteller, Italienska Maffian och dyl.
Man kan göra "små" uppdrag som tex. Illegala Streetracing-lopp och Gatufighter.
Man kan köra fritt också och från verklighet är detta gta liknande spel som först blev känt vid 2011